# Gmina Haljala
Gmina Haljala (est. Haljala vald) – gmina wiejska w Estonii, w prowincji Virumaa Zachodnia.
W skład gminy wchodzą:
- Alevik: Haljala.
- Wsie: Aaspere - Aasu - Aaviku - Auküla - Essu - Idavere - Kandle - Kavastu - Kisuvere - Kõldu - Kärmu - Lihulõpe - Liiguste - Pehka - Põdruse - Sauste - Tatruse - Vanamõisa - Varangu - Võle.